# Berlin-Tempelhofs flygplats
Berlin-Tempelhofs flygplats (tyska: Flughafen Berlin-Tempelhof) var den äldsta av Berlins tre storflygplatser, öppnad 1923 och av arkitekten Norman Foster kallad The Mother of all Airports. Efter en utredning som startade 1995 fastställde man slutligen att flygplatsen skulle läggas ner den 30 oktober 2008. Berlin-Schönefelds flygplats samt Berlin-Tegels flygplats tog över trafiken 2008-2020. Från år 2020 är det Berlin Brandenburgs flygplats som har hand om trafiken.

## Historik
Flygplatsen började byggas 1923 på en plats som tidigare varit exercisplats för preussiska och tyska trupper. Flyget kom hit 1909 i samband med att fransmannen Armand Zipfel gjorde en flygdemonstration här som senare följdes upp av en demonstration av Orville Wright. Det var Tysklands transportministerium som initierade byggandet av Tempelhof. År 1926 grundades det tyska flygbolaget Lufthansa där. Tempelhof utvecklades till en av sin tids stora flygplatser med Croydon Airport i London och Le Bourgets flygplats i Paris som motsvarigheter i Europa. 
Tempelhofs flygplats är känd för sin tidstypiska, klassicistiska arkitektur som utformades av Ernst Sagebiel 1934. Byggnaden stod slutligen klar 1941 och skapades i en tid när man förväntade en kraftigt ökande flygtrafik. Den var tänkt att passa in i det av Albert Speer planerade Welthauptstadt Germania. Det gulaktiga stenmaterialet ger ett mycket påkostat intryck, liksom det stora torget framför entréen, där flygelbyggnader vid båda sidorna i bågform vidgar sig. Vissa delar av flygplatsen och dess byggnader kommer att klassas som byggnadsminne.
Under Berlinblockaden 1948–1949 var Tempelhof den viktigaste flygplatsen i Berlins luftbro. Till minne av insatserna som gjordes av allierat flyg reste man monumentet Platz der Luftbrücke utanför flygplatsen. 
De sista två flygplanen som startade från Tempelhof startade den 30 oktober 2008 klockan 23.58 lokal tid, samtidigt på de parallella banorna 27 R och 27 L, var D-CDLH (typ Junker 52) och D-CXXX (typ DC-3). Det sista anropet från D-CDLH var "Delta Charlie Delta Lima Hotel, Auf Wiedersehen".
Efter nedläggningen har Tempelhof fått ny användning som plats för mässor, bland annat Clean Tech World och modemässan Bread & Butter. I byggnader finns även en av Berlins polisdirektioner. Det stora öppna fältet har blivit ett rekreationsområde för berlinarna med bland annat drakflygning som ett populärt inslag. De yttre delarna av detta område kommer delvis att bebyggas.

## Bilder

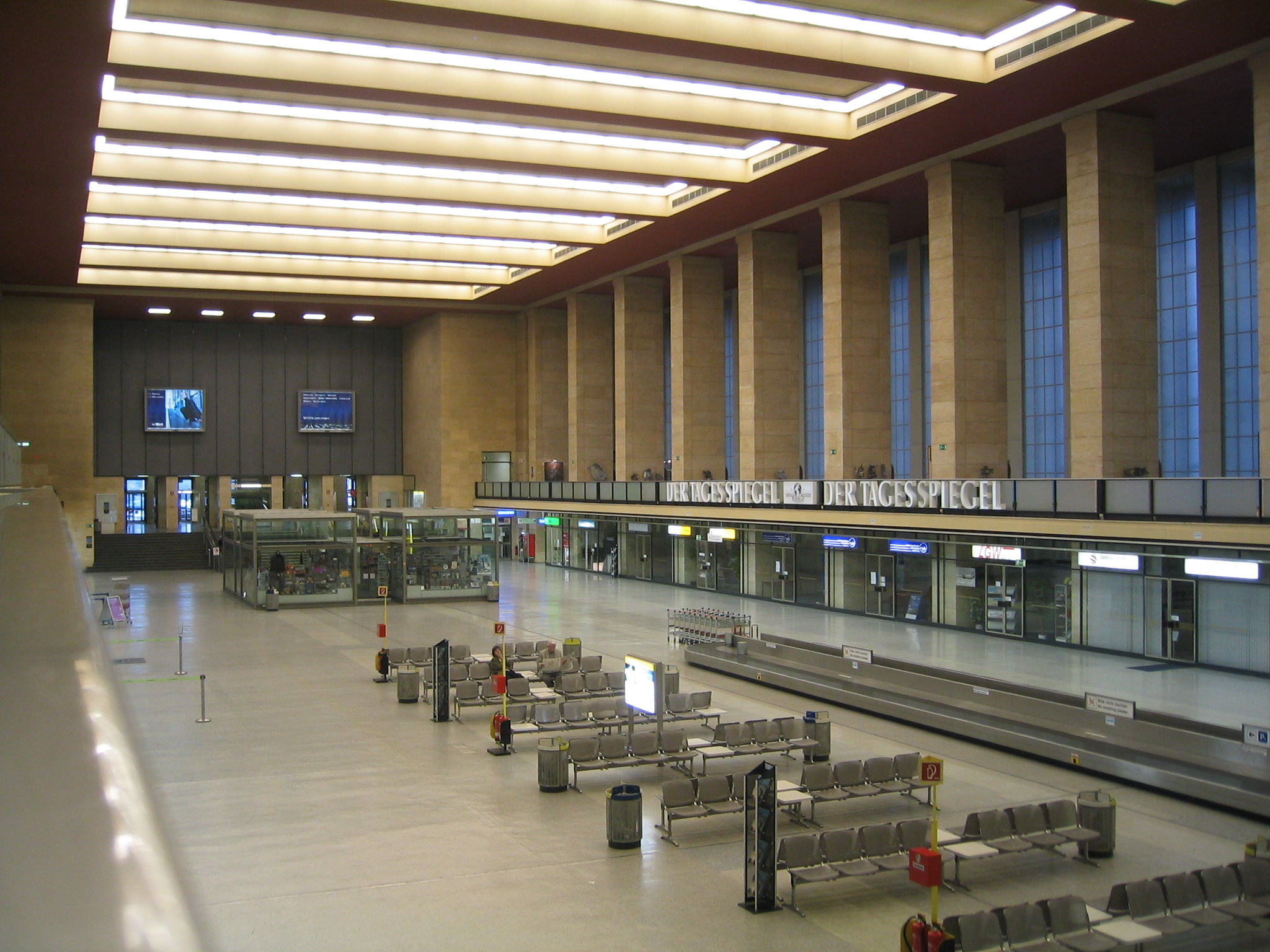
Interiör 2006.
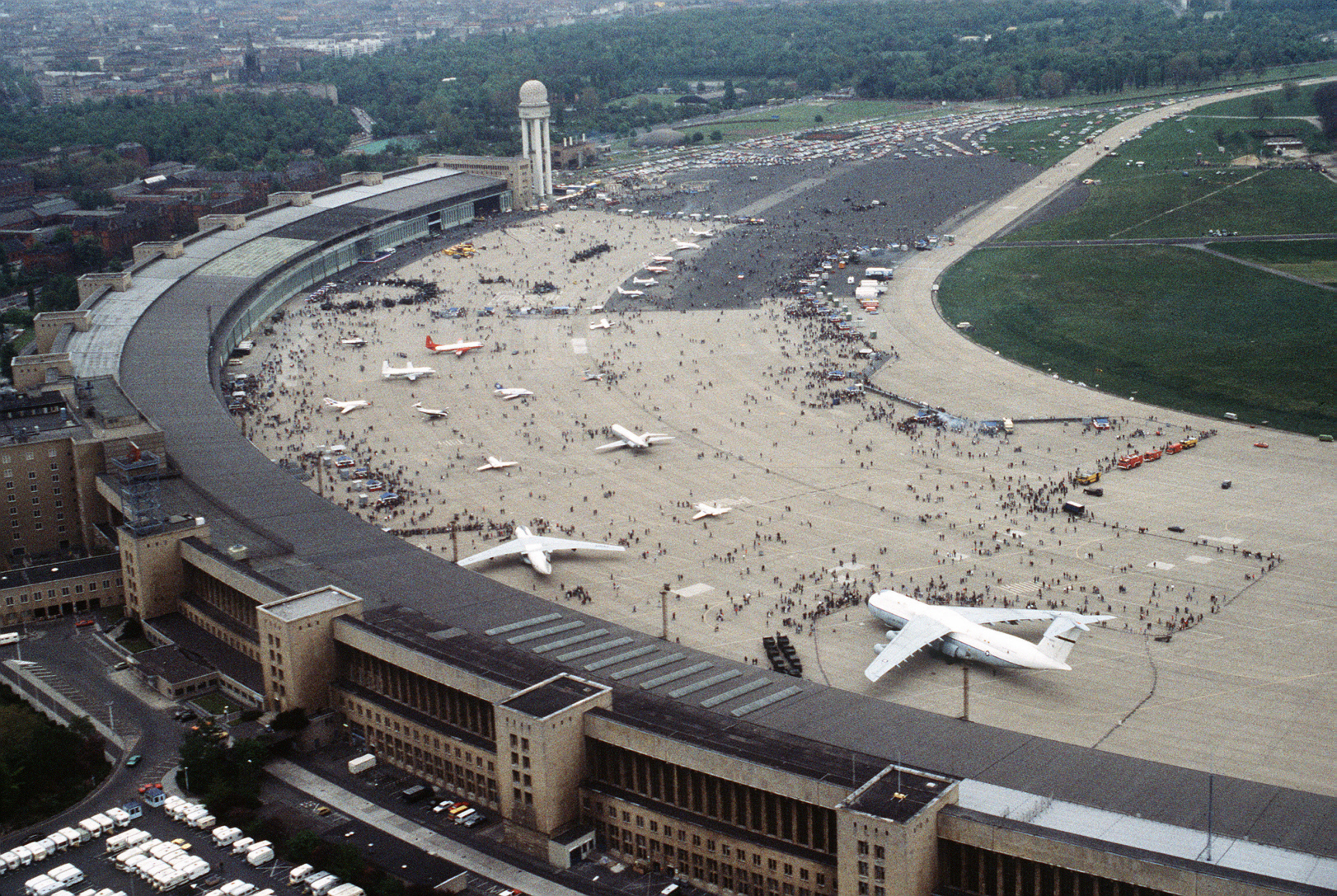
Tempelhof 1984.
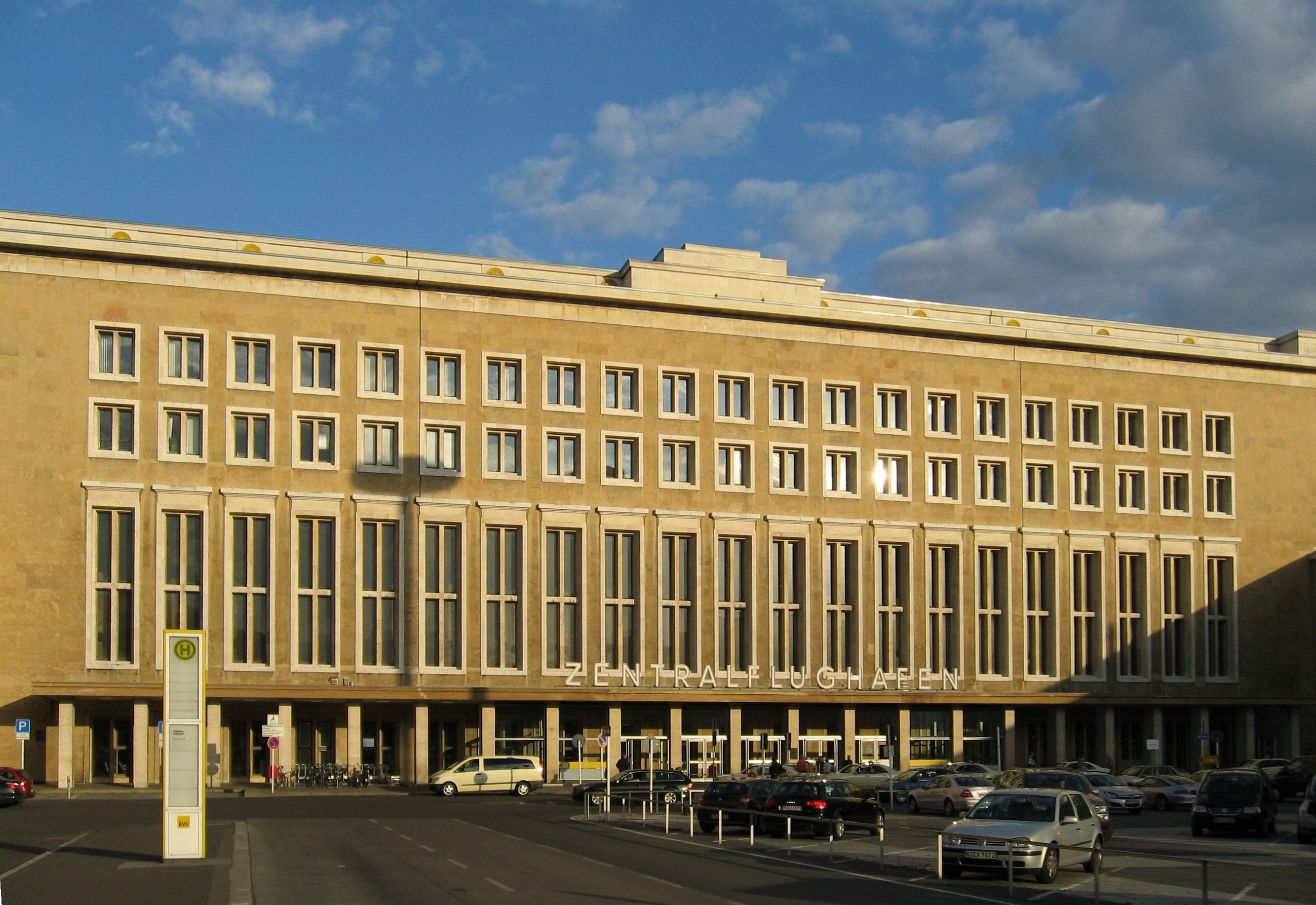
Tempelhofs ingång.
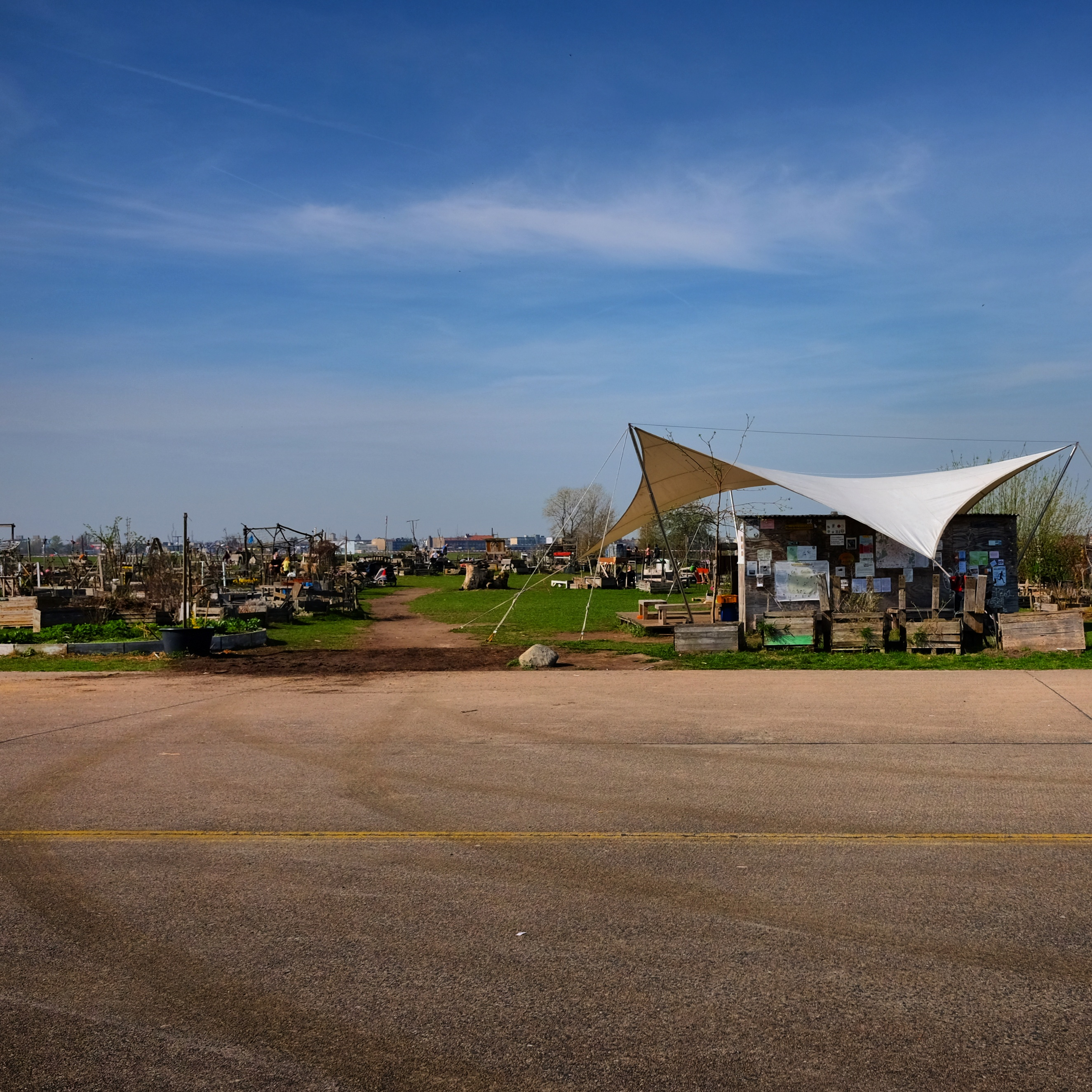
Stadtteilgarten Schillerkiez, en kollektivodling på det gamla flygplatsområdet.
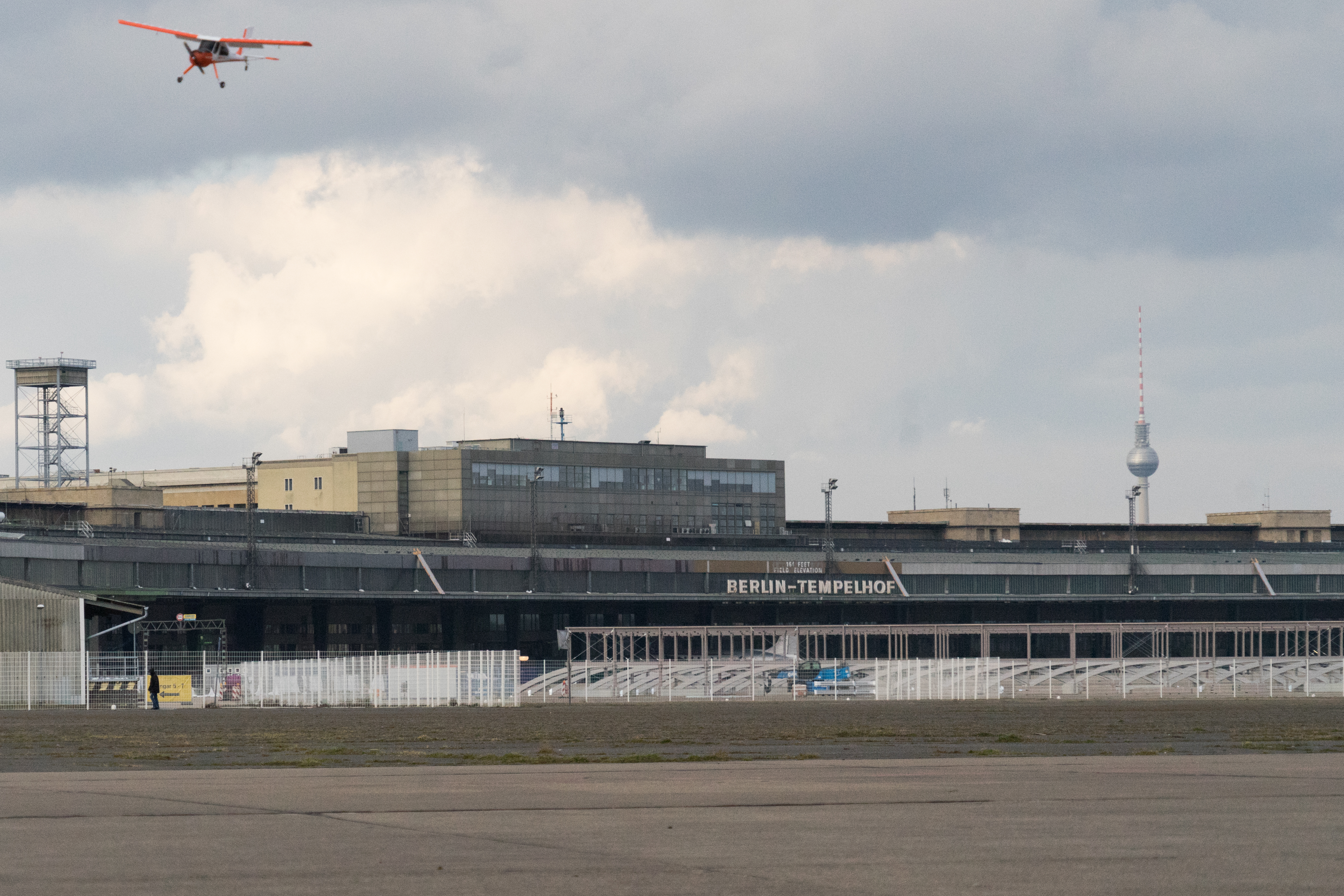
Berlin-Tempelhof 2016.